# Reelandia
Reelandia (dawniej Finnan Geas) – polska grupa zajmująca się tańcem irlandzkim, założona w 1993 roku przez Renatę Łabędź i Roberta Barszcza. Nazwa zespołu pochodzi od kompilacji słów reel i Irlandia.

## Historia
Na początku działalności Reelandia związana była z Ośrodkiem Kultury Ochoty „OKO”. W 2009 roku zespół przeniósł się na warszawski Ursynów do Domu Sztuki.
Przez wiele lat trenerem grupy była tancerka Riverdance Anne-Marie Cunningham (TCRG, tancerka Riverdace). Od lutego 2006 na stałe współpracują z Lisą Delaney - Galal, która przygotowuje tancerzy Reelandii do startów w międzynarodowych zawodach tanecznych.
Wraz z Carrantuohill, polskim zespołem grającym muzykę irlandzką, Reelandia stworzyła widowisko Touch of Ireland, odnoszące sukcesy na wielu scenach Polski i Europy, m.in. w Sali Kongresowej czy Teatrze Muzycznym Roma w Warszawie, Teatrze Muzycznym w Gdyni, Domu Muzyki i Tańca w Zabrzu, Teatrze im. J. Słowackiego w Krakowie. Okazjonalnie, gościnnie w widowisku występują znani artyści, m.in. Urszula Dudziak, Paweł Kukiz, Muniek Staszczyk, a nawet Joel Hanna (Riverdance, Fire of Dance, Dancing on Dangerous Ground).
W 2012 Reelandia związała się z zespołem Setanta tworząc nowy projekt taneczny o nazwie Treblers.